# Maritimosoma piceum
Maritimosoma piceum är en mångfotingart som först beskrevs av Shear 1990.  Maritimosoma piceum ingår i släktet Maritimosoma och familjen Diplomaragnidae. Inga underarter finns listade i Catalogue of Life.